# 福耶尼鄉
47°41′56″N 22°23′20″E / 47.699°N 22.389°E
福耶尼鄉（羅馬尼亞語：Comuna Foieni, Satu Mare），是羅馬尼亞的鄉份，位於該國西北部，由薩圖馬雷縣負責管轄，面積40平方公里，海拔高度124米，2007年人口1,854，人口密度每平方公里46人。